# Семпрония (майка на Хортензий)
Вижте пояснителната страница за други личности с името Семпрония.
Семпрония (на латински: Sempronia) e римска благородничка от 2 век пр.н.е.
Произлиза от фамилията Семпронии, клон Тудицан. Дъщеря е на Гай Семпроний Тудицан, който е историк и консул 129 пр.н.е. Написал е 13 книги за държавното право „libri magistratuum“. Внучка е на сенатор със същото име, който през 146 пр.н.е. e в комисията на десетте за новия ред на политиката в Гърция.
Омъжва се за Луций Хортензий, който e проконсул в Сицилия. Двамата имат през 114 пр.н.е. син Квинт Хортензий Хортал, голям оратор и консул 69 пр.н.е. Той се жени за Лутация, която е дъщеря на Квинт Лутаций Катул (консул 102 пр.н.е.) и Сервилия от Цепионите и полусестра на Квинт Лутаций Катул (консул 78 пр.н.е.). Втората му съпруга е Марция, дъщеря на Луций Марций Филип (консул 56 пр.н.е.), с която няма деца.
Семпрония е баба на децата на Квинт Хортензий Хортал с Лутация:
- Хортензия, която е първата позната римлянка – ораторка
- Квинт Хортензий, претор 45 пр.н.е.

Прабаба е на Сервилия, дъщерята на Хортензия с Квинт Сервилий Цепион, който осиновява през 59 пр.н.е. племенника си Марк Юний Брут.